# Vilcún
Vilcún este un târg și comună din provincia Cautín, regiunea La Araucanía, Chile, cu o populație de 22.499 locuitori (2012) și o suprafață de 1420,9 km2.